# Экономика Дубая
Экономика Дубая оценивалась в капитале 46 миллиардов долларов в 2006 году. International Herald Tribune описал его экономику как «централизованно планируемый капитализм свободного рынка». Если раньше экономика Дубая была основана на доходах от нефтяной промышленности, в настоящее время доходы от нефти и природного газа формирует менее 6 % внутреннего валового продукта в эмирате. 3 % всех нефтяных запасов эмиратов располагаются на территории Дубая. В Дубае присутствует один из крупнейших крытых горнолыжных курортов, строится подводный отель, самый высокий в мире арочный мост, самый высокий небоскрёб, настоящий «Парк Юрского периода», а также несколько искусственных островов.

## Энергетика
В 2012 году власти Дубая сообщали о планах построении комплекса солнечных батарей стоимостью в 3,27 миллиарда долларов. Площадь комплекса составит около 48 квадратных километров, мощность — тысячу мегаватт. В соответствии со своей стратегией развития, Дубай планирует повысить долю солнечной энергетики в общих потребностях эмирата до 5 процентов к 2030 году. Кроме того, 12 процентов планируется обеспечивать с помощью атомной энергетики и ещё столько же — за счет угольных электростанций. Остальные потребности будет покрывать газ.

## Недвижимость
Благодаря притоку дешевых нефтедолларов и связанных с этим дешевых кредитов в 1990-х — 2000-х годах в Дубае бурно рос рынок недвижимости. В этот период было реализовано несколько масштабных проектов, например, насыпные Острова Пальм, небоскрёб Бурдж-Халифа. Однако, во время кризиса 2009 года цены на недвижимость стали резко снижаться. С начала 2009 года по конец III квартала офисы подешевели на 58 %, жилье — на 43 %, а вакантные площади в недавно построенных офисах составляли 59 %. Формирует, регулирует и лицензирует деятельность, связанную с недвижимостью в Дубае учреждение Департамента земельных ресурсов Дубая — RERA (Real Estate Regulatory Authority (араб.  مؤسسة التنظيم العقاري‎) — орган по регулированию сектора недвижимости Дубай).

## Логистика
Дубай является одним из лидеров в сфере логистики в регионе Персидского залива. Благодаря отдельным экономическим мерам эмират объединил крупнейшие судоходные и логистические компании тем самым укрепив свои региональные и глобальные позиции. Среди конкурентных преимуществ являются: стратегическое географическое положение, привлекательная деловая среда и экономическое законодательство, развитая инфраструктура: порты, аэропорты и дорожная сеть.